# Marriottsville (Maryland)
Marriottsville è una comunità non incorporata nelle contee di Howard, Carroll e Baltimora in Maryland, Stati Uniti d'America. Essa si trova lungo l'omonima strada vicino alla linea di confine con la Contea di Carroll, a 16,6 km a nordovest di Columbia.

## Storia
Marriottsville è così chiamata dalla proprietà del Generale Richard Marriott. Marriott era uno degli eredi di John Marriott di Severn, ch si insediò nella Contea di Anne Arundel nel 1664.  La terra fu in origine parte di un'ampia sezione di terra proprietà di Charles Carroll di Carrollton. La piantagione di Waverley condotta con schiavi, occupava una significativa parte della terra che era nota come Distretto di Howard della Contea di Anne Arundel. Il villaggio ospitava una cava di calcare al magnesio ed era nota per le fattorie come "Prospect Hill" e per la fattoria di Henry O. Devries (1826-1902), membro del Consiglio scolastico.
Il 22 marzo 1836, una vettura ferroviaria deragliò durante una dimostrazione della nuova tecnologia ferroviaria con 40 capi di città a bordo. Nel 1866, il mulino di Reese fu allagato da un'alluvione verificatosi nella regione.
Dal 1965 al 1974, ampi appezzamenti di Marriottsville, una volta nota come Alpha, furono acquistati da speculatori terrieri, che ne anticipavano lo sviluppo. Nel 1977 il dirigente della contea Edward L. Cochran scelse Marriottsville per un luogo di interramento di rifiuti.  L'Alpha Ridge Landfill aprì nel maggio 1980. Un piano di espansione proposto da Charles I. Ecker fu sospeso dopo che fu riscontrato l'inquinamento delle falde acquifere, il che portò all'estensione dell'acquedotto, seguito dall'incremento della densità abitativa approvata dallo Howard County Department of Planning and Zoning per lo sviluppo della terra.
Nel 1998, a Marriottsville aprì il Waverly Woods Golf Club.